# إعادة الهيكلة الاقتصادية
تُستخدم إعادة الهيكلة الاقتصادية للإشارة إلى التغييرات في الأجزاء المكونة للاقتصاد بمعنى عام جدًا. في العالم الغربي، تستخدم عادة للإشارة إلى ظاهرة تحول المناطق الحضرية من التصنيع إلى القاعدة الاقتصادية لقطاع الخدمات. وله آثار عميقة على القدرات الإنتاجية والقدرة التنافسية للمدن والمناطق. أثر هذا التحول على التركيبة السكانية بما في ذلك توزيع الدخل والتوظيف والتسلسل الهرمي الاجتماعي ؛ الترتيبات المؤسسية بما في ذلك نمو مجمع الشركات، وخدمات المنتج المتخصصة، وحركة رأس المال، والاقتصاد غير الرسمي، والعمل غير القياسي، والنفقات العامة ؛ بالإضافة إلى التباعد الجغرافي بما في ذلك ظهور مدن العالم، وعدم التطابق المكاني، وتفاوتات النمو الحضري.

## التأثير الديموغرافي
نظرًا لأن المدن تعاني من فقدان وظائف التصنيع ونمو الخدمات، تؤكد عالمة الاجتماع ساسكيا ساسين ‏ أن توسيع التسلسل الهرمي الاجتماعي يحدث حيث تتوسع الوظائف المهنية عالية المستوى وذات الدخل المرتفع والرواتب في صناعات الخدمات جنبًا إلى جنب مع حدوث زيادة في الأجور المنخفضة، الوظائف التي تتطلب مهارات متدنية، وعادة ما يشغلها المهاجرون والأقليات. يتطور "الوسط المفقود" في نهاية المطاف في هيكل الأجور. تشمل التأثيرات العديدة لهذا الاستقطاب الاجتماعي التركيز المتزايد للفقر في المدن الأمريكية الكبيرة، والتركيز المتزايد للسكان السود واللاتينيين في المدن الأمريكية الكبيرة، والأشكال الاجتماعية المتميزة مثل الطبقة الدنيا، والاقتصاد غير الرسمي، ومجتمعات المهاجرين الرياديين. بالإضافة إلى ذلك، يترك قطاع التصنيع المتدهور وراءه عمالاً مرهقين ذوي الياقات الزرقاء الذين يعانون من البطالة المزمنة وانعدام الأمن الاقتصادي والركود بسبب هروب رأس المال في الاقتصاد العالمي. كما تنخفض معدلات الأجور والنقابات لوظائف التصنيع. يتضمن أحد الأبعاد النوعية الأخرى تأنيث عرض العمل مع دخول المزيد والمزيد من النساء إلى القوى العاملة عادة في قطاع الخدمات.
ترتبط التكاليف والفوائد بإعادة الهيكلة الاقتصادية. ترتبط الكفاءة الأكبر، وخلق فرص العمل، والتحسين، وتعزيز القدرة التنافسية الوطنية بالإقصاء الاجتماعي والإدماج.   يواجه السكان ذوو المهارات المنخفضة وذوي الدخل المنخفض فقدان الفرص، والمشاركة الكاملة في المجتمع، وعدم الوصول إلى سوق العمل والمدرسة، وضعف الوضع في أسواق الإسكان، والمشاركة السياسية المحدودة، والقيود الاجتماعية- التكامل الثقافي. على العكس من ذلك، يتمتع المهنيون ذوو المهارات العالية وذوي الدخل المرتفع بالاندماج الاجتماعي مع وسائل الراحة الحديثة ووسائل الراحة والمشاركة الاجتماعية والوصول الكامل إلى الموارد العامة.
علاوة على ذلك، يجادل عالم الاجتماع ويليام جوليوس ويلسون بأن تراجع التصنيع عن العمالة الصناعية قد أدى إلى تفاقم البطالة في المجتمعات الأمريكية الأفريقية الفقيرة المرتبط بارتفاع الأسر المعيشية ذات الأم العزباء، وارتفاع معدلات الوفيات المبكرة، وزيادة معدلات السجن بين الذكور الأمريكيين من أصل أفريقي. مع اكتساب بعض الأمريكيين من أصل أفريقي ارتقاء مهنيًا من خلال العمل الإيجابي وعقوبات تكافؤ الفرص في التعليم والتوظيف، يتراجع الأمريكيون الأفارقة الذين ليس لديهم مثل هذه الفرص. وهذا يخلق انقسامًا متزايدًا في الطبقة الاقتصادية بين السكان الأمريكيين من أصل أفريقي، والذي زاد من حدته إعادة الهيكلة الاقتصادية العالمية دون استجابة الحكومة للمحرومين. علاوة على ذلك، يؤكد ويلسون أنه مع مغادرة الطبقة الوسطى السوداء أحياء المدينة الداخلية ‏ التي يغلب عليها السود، تتآكل شبكات معلومات التوظيف غير الرسمية. يؤدي هذا إلى عزل سكان المدن الداخلية الفقراء عن سوق العمل، مما يؤدي إلى تفاقم تركز الفقر، والتبعية الاجتماعية ‏، وارتفاع معدلات البطالة، والعزلة الجسدية في هذه المناطق.
يتأثر شباب المدينة أيضًا كما هو الحال في مدينة نيويورك. لقد ساهم الانخفاض في التعليم والرعاية الصحية والخدمات الاجتماعية وندرة الوظائف لذوي التعليم والتدريب المحدود بالإضافة إلى تدهور البيئات العامة للعب في الهواء الطلق والاستجمام في تقليل اللعب في الهواء الطلق المستقل أو أماكن "التسكع" الشباب. وهذا بدوره يؤثر على نموهم الحركي الإجمالي، والتراكم الثقافي، وبناء الهوية. يصبح الأطفال سجناء المنزل معتمدين على التليفزيون والمنافذ الأخرى للرفقة. تحد البيئات الحضرية المعاصرة من الفرص المتاحة للأطفال لتشكيل ثقافة الأقران والتفاوض بشأنها أو اكتساب المهارات الاجتماعية اللازمة. بشكل عام، تآكلت بيئاتها في السنوات الأخيرة بسبب إعادة الهيكلة العالمية.

## ترتيبات مؤسسية
عندما أثرت أزمة النفط عام 1973 على الاقتصاد الرأسمالي العالمي، تم استخدام إعادة الهيكلة الاقتصادية لعلاج الوضع عن طريق إعادة التوزيع الجغرافي للإنتاج والاستهلاك والمساكن. انتقلت اقتصادات المدن في جميع أنحاء العالم من إنتاج السلع إلى منافذ إنتاج الخدمات. جعلت الاختراقات في النقل والاتصالات رأس المال الصناعي أكثر قدرة على الحركة. وسرعان ما برزت خدمات المنتجين كقطاع اقتصادي أساسي رابع حيث انتقلت العمالة الروتينية ذات الأجور المنخفضة إلى مواقع منخفضة التكلفة وخدمات الشركات المتقدمة المتمركزة في المدن. أدت هذه الاضطرابات التكنولوجية إلى تغييرات في الترتيبات المؤسسية مع بروز الشركات الكبيرة والأعمال التجارية المتحالفة والخدمات المالية والمؤسسات غير الربحية ومؤسسات القطاع العام. أصبحت المدن العالمية مثل نيويورك ولندن مراكز للتمويل الدولي ومقرًا للشركات متعددة الجنسيات التي تقدم خدمات تبادل العملات بالإضافة إلى تراكم الخدمات المصرفية الأجنبية والتجارة. أصبحت مدن أخرى مراكز مقار إقليمية للتصنيع منخفض الأجور. في جميع هذه المناطق الحضرية، ينمو مجمع الشركات لتقديم الخدمات المصرفية والتأمين والإعلان والمجلس القانوني ووظائف الخدمة الأخرى. تسمح إعادة الهيكلة الاقتصادية للأسواق بالتوسع في الحجم والقدرة من النطاق الإقليمي إلى النطاق الوطني إلى النطاق الدولي
وإجمالاً، تعكس هذه الترتيبات المؤسسية المدعومة بتكنولوجيا محسنة الترابط وتدويل الشركات والعمليات الاقتصادية. وبالتالي، يتدفق رأس المال والسلع والأشخاص بسرعة عبر الحدود. حيث بدأ نمط التنظيم مع الفوردية وتايلور في العصر الصناعي ثم إلى الاستهلاك الشامل لسياسات الاقتصاد الكينزي، فإنه يتطور إلى الاستهلاك المتنوع والمتخصص من خلال المنافسة الدولية. بالإضافة إلى ذلك، في سوق العمل، تتطور ترتيبات العمل غير القياسية في شكل عمل بدوام جزئي، ووكالة مؤقتة وتوظيف شركة متعاقدة، وتوظيف قصير الأجل، وعمل طارئ، وتعاقد مستقل. شجعت التغيرات الاقتصادية العالمية والتحسينات التكنولوجية في أنظمة الاتصالات والمعلومات المنظمات التنافسية على التخصص في الإنتاج بسهولة وتجميع العمال المؤقتين بسرعة لمشاريع محددة. وهكذا، فإن معيار التوظيف الثابت القياسي بدأ في الظهور في منتصف السبعينيات.
تحول آخر في الترتيب المؤسسي يتعلق بالموارد العامة. نظرًا لأن إعادة الهيكلة الاقتصادية تشجع خدمات التكنولوجيا العالية والاقتصادات القائمة على المعرفة، فإن نتائج تراجع الاستثمار العام الهائلة. عبر أجزاء كثيرة من الولايات المتحدة والدول الغربية الصناعية، تحدث انخفاضات حادة في النفقات العامة في الإسكان والمدارس والرعاية الاجتماعية والتعليم والتدريب على الوظائف وخلق فرص العمل ورعاية الأطفال والترفيه والمساحات المفتوحة. لمعالجة هذه التخفيضات، تم تثبيت الخصخصة كإجراء مناسب. على الرغم من أنها تؤدي إلى بعض التحسينات في إنتاج الخدمات، إلا أن الخصخصة تؤدي إلى مساءلة عامة أقل وتفاوت أكبر في توزيع الموارد. مع هذا الإصلاح في خصخصة الخدمات العامة، أصبحت الليبرالية الجديدة المنصة الأيديولوجية لإعادة الهيكلة الاقتصادية. لقد قامت نظرية اقتصاد السوق الحرة بتفكيك الاستراتيجيات الكينزية والجماعية وعززت سياسات ريجان وتاتشر في الثمانينيات. وسرعان ما يتم استخدام التجارة الحرة والعمالة المرنة وهروب رأس المال من واشنطن العاصمة إلى لندن إلى موسكو. علاوة على ذلك، تتطلب إعادة الهيكلة الاقتصادية اللامركزية حيث تقوم الدول بتوزيع السلطة للحكومات المحلية. حيث تركز الحكومة الفيدرالية بشكل أساسي على مخاوف رفاهية الحرب، تركز الحكومات المحلية على الإنتاجية. تعكس السياسة الحضرية هذا التحول الموجه نحو السوق من الوظائف الحكومية الداعمة ذات مرة إلى دعم الأعمال التجارية الآن.

## التأثير الجغرافي
تغيرت المناظر الطبيعية الحضرية وخاصة في الولايات المتحدة بشكل كبير استجابة لإعادة الهيكلة الاقتصادية. تواجه مدن مثل بالتيمور وديترويت وسانت لويس وغيرها خسائر سكانية تؤدي إلى آلاف المنازل المهجورة والمباني غير المستخدمة والأراضي الخالية، مما يساهم في تدهور المناطق الحضرية ‏. مثل هذه التحولات تحبط التخطيط الحضري والتنشيط، وتعزز الانحراف في أشكال النشاط المرتبط بالمخدرات والتشرد. أصبحت المدن الأمريكية الصناعية القديمة والمدمجة عفا عليها الزمن. تصبح المساحات الحضرية ملاعب للنبلاء في المناطق الحضرية، وأراضي قاحلة لعمال الخدمة ذوي الأجور المنخفضة، والمقيمين للاقتصاد تحت الأرض. في بعض المناطق، تسببت مشاريع التحسين في نزوح السكان الذين يعانون من الفقر. ترتفع مدن الحزام الشمسي مثل ميامي وأتلانتا لتصبح مراكز تجارية رئيسية بينما تنخفض مدن حزام الثلج ‏ مثل بوفالو ويونغزتاون. حتى أسواق الإسكان تستجيب لإعادة الهيكلة الاقتصادية بتدهور مخزون المساكن، وتصاعد أسعار المساكن، واستنفاد القاعدة الضريبية، والتغيرات في التمويل، وخفض الدعم الفيدرالي للإسكان. وسرعان ما تتفاقم الانقسامات المكانية بين الأسر الغنية والفقيرة. علاوة على ذلك، مع حركة العمالة ذات الياقات الزرقاء من المدن المركزية، والتمييز الراسخ جغرافيًا في الإسكان، وسياسة استخدام الأراضي في الضواحي، يصبح الشباب الأمريكيون من أصل أفريقي في المدن الداخلية ضحايا لعدم التوافق المكاني، حيث توفر مساكنهم نموًا ضعيفًا وسلبيًا للعمالة وعادة ما يكونون تفتقر إلى إمكانية التنقل داخل العاصمة. أصبحت الخدمات عالية المستوى، وهي قطاع متوسع في العالم الصناعي، مركزة مكانيًا في عدد صغير نسبيًا من المناطق الحضرية الكبيرة، لا سيما في تجمعات مكاتب الضواحي.

## معنى
من الناحية الثقافية، ارتبطت إعادة الهيكلة الاقتصادية بما بعد الحداثة كنظيرتها فيما يتعلق بالتراكم المرن. بالإضافة إلى ذلك، فإن المصطلح يحمل في طياته ثلاثة موضوعات أساسية: التمزق التاريخي والجذري في النظام الاقتصادي ما بعد الصناعي. أولوية القوى الاقتصادية على القوى الاجتماعية / السياسية ؛ وهيكلية على الوكالة حيث تكون العملية مستقلة عن الإرادة البشرية ، حيث تحدث وفقًا للمنطق الاقتصادي (Logan & Swanstrom 1990). بالإضافة إلى ذلك، توضح إعادة الهيكلة الاقتصادية تزايد تعقيد المجتمع الحديث الذي يعتمد على كثافة رأس المال البشري في الدول الغربية.